# Hôtel de ville de Noyon
L'hôtel de ville de Noyon est situé dans le centre-ville de Noyon, dans le département français de l'Oise. Il abrite les services administratifs et politiques de la ville.

## Historique
La première mention d’une maison de ville à Noyon remonte à 1292. Cette maison commune se situait à la place de l’actuel hôtel de ville qui fut reconstruit à plusieurs reprises. En avant de ce bâtiment se trouvait le beffroi ; il fut détruit dans l’incendie de 1293 et reconstruit en matériaux légers vers 1310 puis en pierre en 1328. 
En 1480, la commune de Noyon décida la reconstruction de la maison de ville. C’est l’architecte Matthieu Réaulme qui dirigea les travaux de 1485 à 1520. En 1552, le bâtiment fut, une nouvelle fois, victime d'un incendie. On restaura le corps de logis mais le beffroi ne fut jamais reconstruit. 
En 1689, Pierre Binard chargé de la rénovation de l'hôtel de ville en modifia sensiblement l'aspect dans le style classique. 
Le bâtiment fut classé monument historique en 1875. Au XIXe siècle, Selmershiem, architecte des monuments historiques, voulut restaurer l'hôtel de ville pour lui rendre son aspect du Moyen Age. Jugé trop onéreux ce projet fut abandonné.
Le bâtiment souffrit considérablement des combats de 1918. Après la Grande Guerre, le corps de bâtiments du XVIe siècle avec ses décorations fut restauré ; la charpente fut refaite en béton. On construisit un nouveau bâtiment pour les services administratifs. 
En 1935, la ville décida la démolition de deux maisons des XVIIe et XVIIIe siècles, mitoyennes du corps de logis XVIe afin d’agrandir la place. Cette démolition entraîna le déclassement de l'hôtel de ville qui ne fut à nouveau protégé par une inscription qu'en 1998 puis à nouveau par un classement en 2004.

## Caractéristiques

### Extérieur
Le corps de logis est de style gothique flamboyant. La façade principale est précédée au nord par un avant-corps en saillie, de style néoclassique. La façade occidentale est ornée de bandeaux entre le rez-de-chaussée et l’étage représentant des animaux domestiques et des animaux sauvages : faisans, lapins, chiens, sangliers au milieu de choux frisés, grappes de raisin... Des animaux fantastiques, sirènes, diables, dragons y sont aussi représentés. 
Au niveau du premier étage, une série de neuf niches vides encadre sept baies à meneaux surmontées d’une arcature en anse de panier et encadrées de pinacles et d’archivoltes fleuronnées. Les statues de ses niches ont aujourd'hui disparu. Une sorte de marquise et une bannière en cuivre portant les armoiries de la ville, complétaient le décor.
La façade orientale est plus sobre : au centre une grande arcade avec une archivolte en tiers point et perçant les murs, trois fenêtres. Dans l’angle nord-est se trouve une tourelle d’escalier octogonale à cinq niveaux appelée la « belle montée ». Les étages sont séparés par une corniche ornée d’une frise de chardon. La porte cochère ainsi que de nombreux ajouts du premier étage : entablement, balustrades, lucarnes,  oculi, pots-à-feu ainsi que le campanile datent de l'époque classique. Les symboles rappelant la monarchie furent mutilés à la Révolution française.

### Intérieur
Dans la salle du Conseil municipal, sept toiles marouflées furent exécutées en 1942-1943 par les peintres Largeteau, Gaston Hoffmann et Beaupuy. Elles représentent les grandes heures de l'histoire de la ville. Dans le bâtiment du XXe siècle, sont exposés quatre bas-reliefs d’Émile Pinchon,  provenant de l'Exposition Coloniale de 1931, une toile de Guyenot représentant les Travaux des Champs (1944) et une de Joseph Porphyre Pinchon (le créateur de Bécassine), représentant la Remise de la croix de guerre à la Ville de Noyon en 1919. Au pied de l’escalier menant à l’étage est exposée la statue de Jacques Sarazin, sculpteur du XVIe siècle né à Noyon. Le salon d’honneur de l’Hôtel de Ville abrite l’Évangéliaire de Morienval, précieux manuscrit carolingien.